# Aleksandr Béggrov
Aleksandr Kárlovich Béggrov (en alemán Alexander Beggrow, en ruso: Александр Карлович Беггров, 29 de diciembre [OS 17 de diciembre] 1841 - 27 de abril [OS 14 de abril] 1914) fue un pintor ruso de paisajes y arte marino de origen báltico alemán, notable por su paisajes marinos y paisajes urbanos de San Petersburgo.
Aleksandr Beggrov era hijo de Karl Beggrov (Beggrow), un pintor alemán que pasó toda su carrera en Rusia. Decidió convertirse en oficial naval y, en 1863, ingresó en la marina. En particular, entre 1871 y 1872 participó en el viaje alrededor del mundo. Aún como oficial naval, en 1868 comenzó sus estudios de arte bajo la supervisión de Alekséi Bogoliubov. En 1873, Bogoliubov se mudó a Francia y Beggrov, que quería continuar sus estudios de arte, se inscribió en la Royal Academy of Arts, donde estudió con Mijaíl Konstantinovich Clodt durante un año. En 1874, se retiró de la marina y se trasladó a París, donde continuó trabajando principalmente bajo la dirección de Bogolyubov. También conoció a artistas rusos que trabajaban en Francia, incluido Iliá Repin.
En 1875, Beggrov regresó a San Petersburgo y en 1878 se unió a la Sociedad de Exposiciones de Arte Itinerantes. En 1879 viajó por mar a Grecia, y de allí a Francia, donde permaneció dos años. Posteriormente, regresó a Rusia y se instaló en Gátchina. En 1903 murió su esposa. Los últimos años de su vida, tuvo una enfermedad terminal. En agosto de 1914, se suicidó.

## Galería

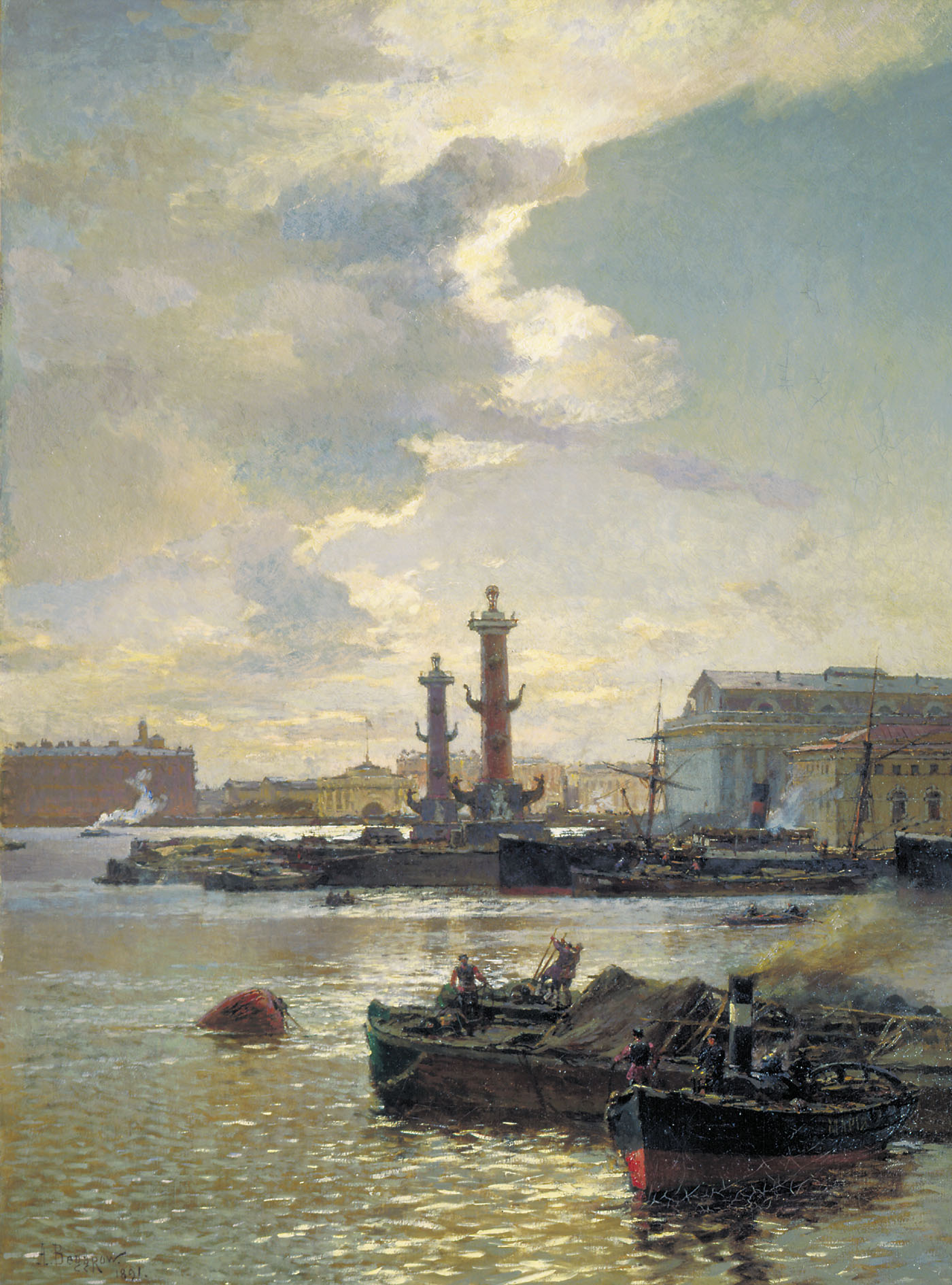
La Bolsa de Valores de San Petersburgo (1891)
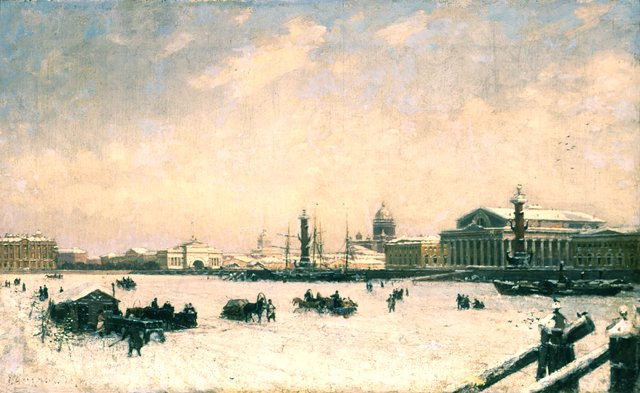
San Petersburgo en invierno (1879)
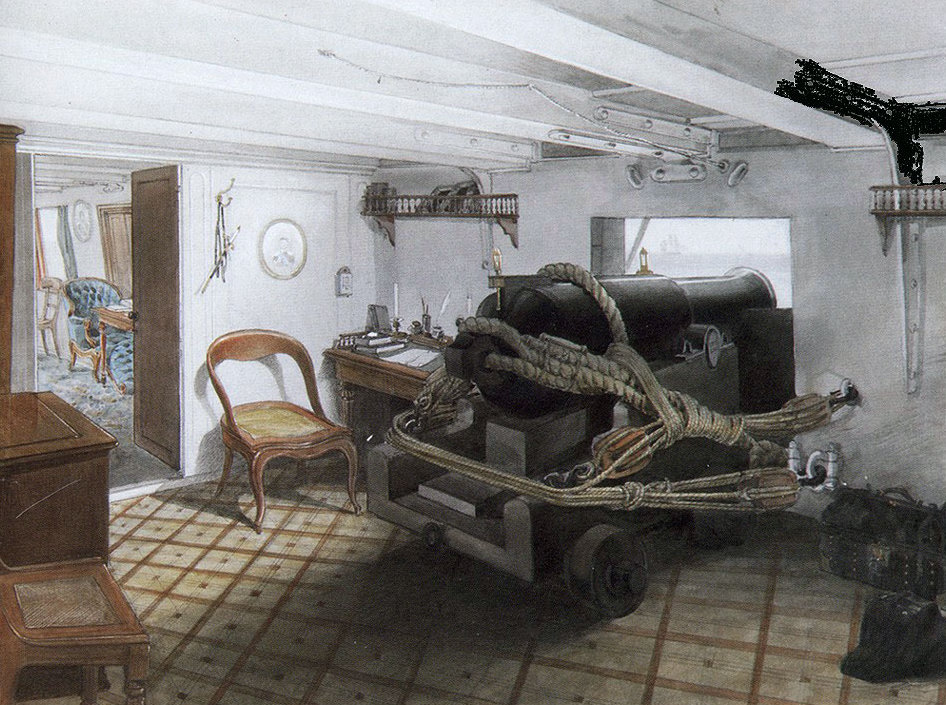
Ventana de disparos en la fragata "Oslyabya"
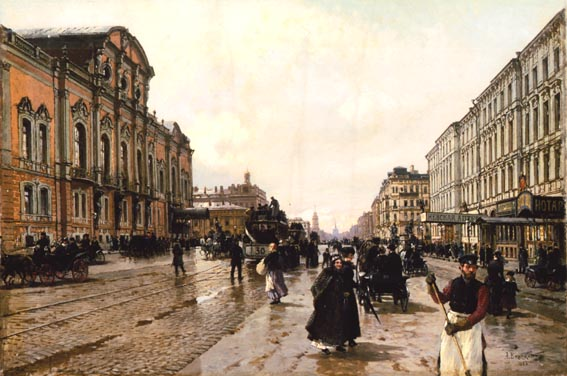
Mañana en la Avenida Nevski (1886)
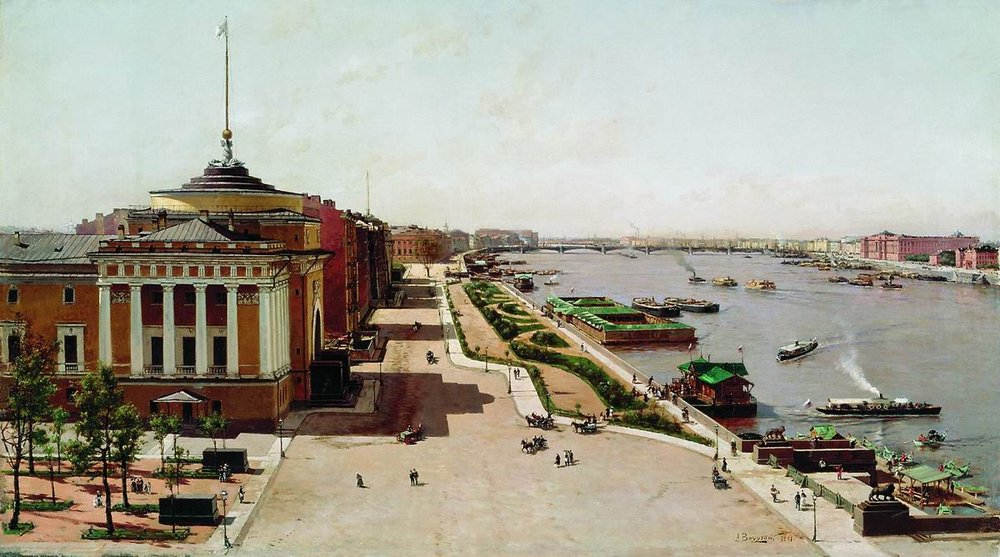
Terraplén en el Almirantazgo (1881)
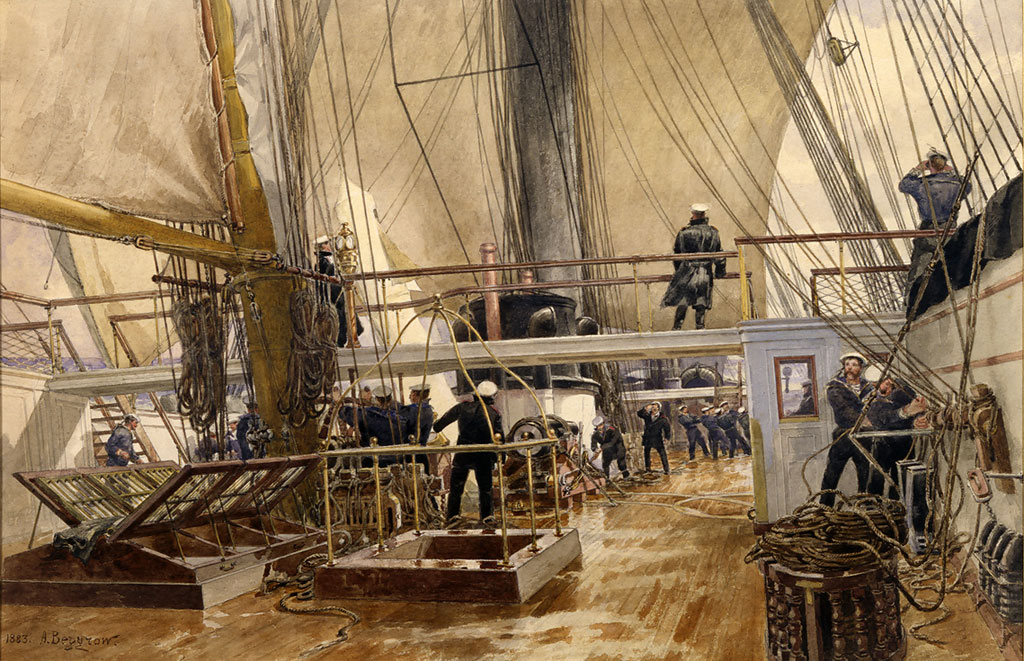
Sobre la cubierta de la fragata "Svetlana" (1883)